# Yle

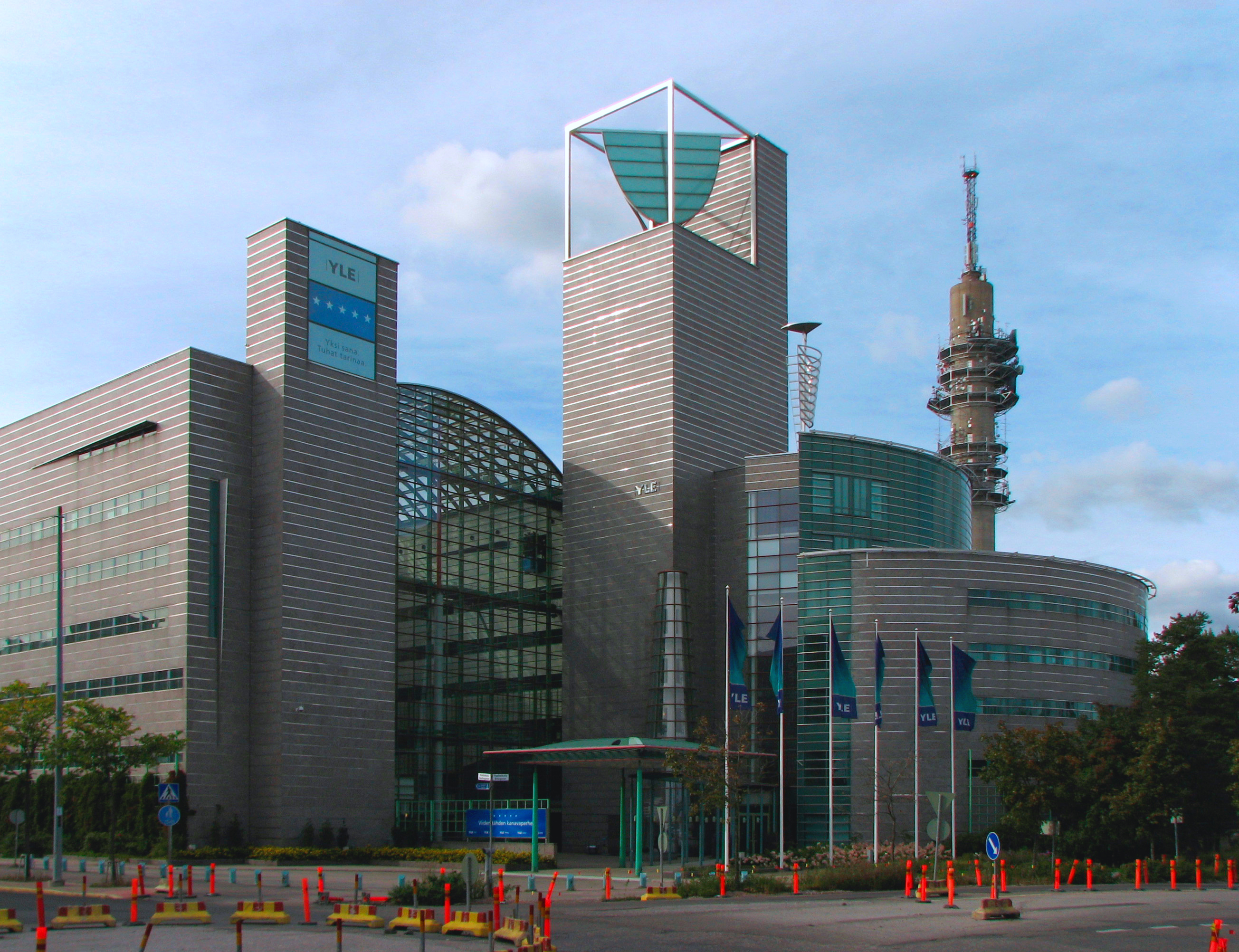
Clădirea principală Yle din Helsinki, turnul de televiziune având o înălțime de 120 m

Yle este o televiziune națională din Finlanda. Ea a fost televiziunea gazdă a celebrului concurs muzical Eurovision 2007, care s-a desfășurat în Helsinki pe 10 și 12 mai, la Haertwall Areena.